# 勇敢勲章 (ウクライナ)
ウクライナの勇敢勲章（ゆうかんくんしょう、宇: Орден «За мужність», 英: Order for Courage ）は、1996年8月21日にウクライナ大統領レオニード・クチマによって設立されたウクライナの勲章。

## メダル、 星、綬
| 勲一等 First Class | 勲一等 First Class | 勲二等 Second Class | 勲三等 Third Class |
| ------------------ | ------------------ | ------------------- | ------------------ |
|                    |                    |                     |                    |
| 綬                 |                    |                     |                    |
|                    |                    |                     |                    |

## 受賞者
- Viktor Gurniak（1987–2014）-ウクライナの写真家、ボランティア。ウクライナ紛争で殺害された。
- Aleksandr Akimov（1953–1986）-チョルノービリ原子力発電所のエンジニア兼シフトスーパーバイザーは、チョルノービリ原子力発電所事故によってもたらされる安全上のリスクを軽減するために死ぬまで精力的に取り組んだ。
- Leonid Toptunov（1960–1986）-爆発の瞬間に原子炉制御盤の制御室で、Akimovと一緒に。原子炉への給水の流れを再開しようとしたときに致死量を受けた。
- Valery Khodemchuk（1951–1986）-チョルノービリ発電所で夜勤循環ポンプのオペレーターであり、チョルノービリ原子力発電所の最初の犠牲者だったエンジニア
- Yuri A. Vershynin-（1986年7月28日死亡）-爆発の瞬間にタービンホールで;消防およびタービンホールの安定化中に致死量（1,000 rad以上）を受け、モスクワの病院で死亡した。
- アナトリーI.シャポバロフ（1986年5月19日死亡）-チョルノービリ原子力発電所事故中の電気技師。
- Viktor V. Proskuryakov（1986年5月17日死亡）-爆発の瞬間に制御室に在室。チョルノービリ事故中に制御棒を手動で下げるために原子炉ホールに入ろうとしたときに致死量の放射線を受けた。
- Valery I. Perevozchenko（1986年6月13日死亡）-チョルノービリ原子力発電所事故中の職長。Khodemchukやその他の人々を見つけて救助しようとしたときに致死量の放射線を受け、KudryavtsevとProskuryakovと一緒に原子炉ホールに近づいた。
- Oleksandr V. Novyk（1986年7月26日死亡）-チョルノービリ原子力発電所事故中のタービン設備機械工-検査官消防およびタービンホールの安定化中に1,000ラジアン以上の致命的な投与を受けた。
- ウラジミールI.ティシュラ（1959年12月15日– 1986年5月10日）-チョルノービリ原子力発電所事故に最初に対応した消防士。原子炉3の屋根で消火している間に致死量を受けた。
- Viktor N. Kibenok（1963年2月17日– 1986年5月11日）-プリピャチ消防署長、チョルノービリ原子力発電所事故への最初の対応者。原子炉3の屋根と換気煙突の周りで消火している間に、致命的な線量の放射線を受けた。
- ウラジミール・プラビク（英語版）（1962年6月13日– 1986年5月11日）-チェルノブイリ原子力発電所事故の現場に到着した最初の消防士は、タービンホールの屋上で消防活動を調整し、原子炉3の屋根。原子炉3の屋根にいる間に致命的な放射線量を受けた。
- Vasily I. Ignatenko（1961年3月13日– 1986年5月13日）-チョルノービリ爆発後の最初に対応した消防士。換気煙突の周りで火が消え、同僚を屋根から降ろすのを助けた。彼は原子炉3の屋根にいる間に致命的な放射線量を受けた。
- Leonid P. Telyatnikov（1951年1月25日– 2004年12月2日）-チョルノービリ原子力発電所の消防署長は、爆発の10分後に到着し、調整しました。現場でのすべての消防活動。彼はまた彼の部下を救急車に乗せるのを手伝った。
- ニコライI.ティテノク（1962年12月5日– 1986年5月16日）-チョルノービリ原子力発電所事故への最初の対応者。彼はプリピャチ消防署の軍曹でした。原子炉3の屋根での消火活動を支援しました。
- Nina Strokata Karavanska（1926年1月31日– 1998年8月2日）-市民の勇気、自由と民主主義の理想の確立のための闘争への献身[1]。
- イヴァン・フェドロフ -メリトポリ市長[2]
- マクシム・レヴィン（1981–2022）-写真家。ロシアによるウクライナ侵攻中にロシア軍に殺害された。